# Paulina Górska
Paulina Górska (ur. 31 sierpnia 1990 w Bydgoszczy) – polska wioślarka. Reprezentowała barwy  LOTTO-Bydgostia Bydgoszcz. Była sterniczką wioślarskich osad.

## Osiągnięcia
- Mistrzostwa Europy – Ateny 2008 – ósemka – 5. miejsce[1].
- Mistrzostwa Świata – Poznań 2009 – ósemka – 7. miejsce[1].
- Mistrzostwa Europy – Brześć 2009 – ósemka – 5. miejsce[1].
- Mistrzostwa Europy – Montemor-o-Velho 2010 – ósemka – 7. miejsce[1].